# 第二次世界大战年表 (1940年)
以下是1940年的第二次世界大戰年表：

## 1月
1日：一万日军在中国山西东部发动反击，以援助几被包围的日军第36师。
2日：苏联进攻芬兰受挫，苏军大量坦克被毁。
7日：英国实行基本食品配给制。
据报，蘇奧穆斯薩爾米戰役芬兰获胜，歼灭苏军一整个师，缴获大量军车。
7日：谢苗·康斯坦丁诺维奇·铁木辛哥将军获苏联对芬军队指挥权。
10日：梅赫倫事件发生，一架携带有黄色方案的德国飞机坠毁于中立国比利时。
16日：截获文件表明希特勒计划入侵斯堪的纳维亚，并将对法国和低地国家的入侵行动推迟至春季，因春季天气更有利于入侵。
17日：苏联重又进攻芬兰，以猛烈空袭作为报复。
20日：4时15分，德国U-44潜艇在葡萄牙海域以鱼雷击沉希腊汽船Ekatontarchos Dracoulis，致6人死亡。此前6小时U-44一直在搜寻Ekatontarchos Dracoulis的位置。
21日：一艘U型潜艇击沉英国陛下之舰“埃克斯茅斯”号驱逐舰，135名船员全部遇难。
24日：赫尔曼·戈林指定萊因哈德·海德里希解决“猶太人問題”。
27日：德国制定入侵丹麦和挪威的最终计划。

## 2月

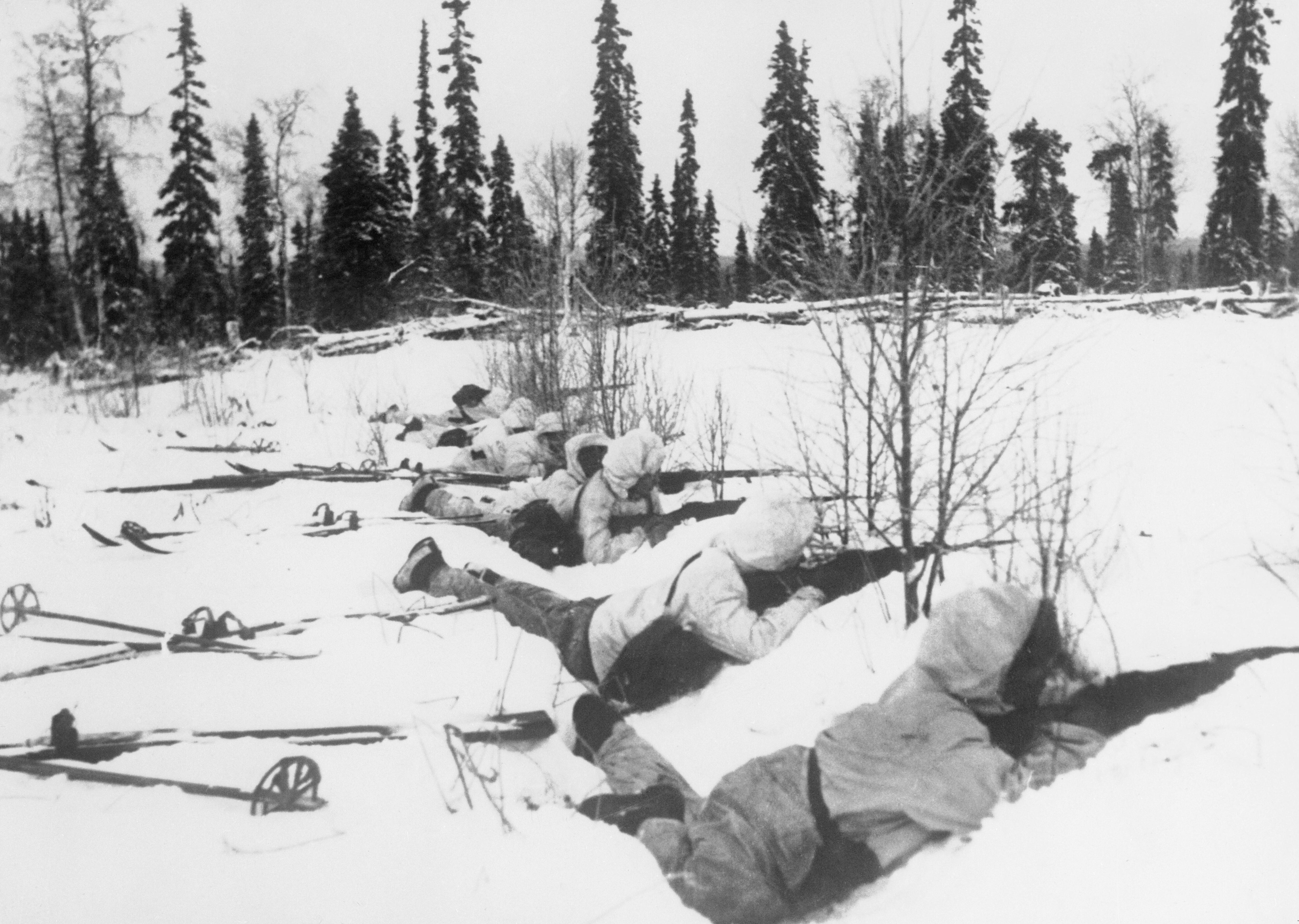
1940年1月12日，芬兰滑雪部队在芬兰北部

1日：日本国会公布预算，军事开支过半，创历史新高。
5日：英国和法国预料到德国的占领，决定干预挪威，以援助芬兰的名义断绝铁矿石贸易。计划定于3月20日左右执行。
9日：埃里希·冯·曼施坦因被任命为德国第38装甲军指挥官，不再参与策划对法国的入侵。
10日：苏联同意在新贸易条约中向德国提供粮食和原材料。
14日：英国政府要求志愿军赴芬兰战斗。
15日：苏军攻陷芬兰重要防御点苏马，突破曼纳海姆防线。
15日：希特勒下令进行無限制潛艇戰。
16日：英国陛下之舰“哥薩克”号驱逐舰在中立挪威领海从德国“阿尔特马克”号运输舰强行带走303名英国战俘，引发阿爾特馬克號事件。
17日：芬兰继续从曼纳海姆防线撤退。
曼施坦因向希特勒提出经由阿登森林入侵法国的计划。
21日：尼古拉斯·馮·法爾肯霍斯特将军被任命指挥不久后对挪威的入侵。

## 3月
1日：希特勒指导部下入侵丹麦和挪威。
3日：苏联开始进攻芬兰第二大城市维堡。
5日：芬兰告知苏联，同意其停战条件。次日，芬兰大使赴莫斯科就和约进行谈判。
11日：英国开始实行肉类配给制。
12日：芬兰经过105天战斗后于莫斯科与苏联签订和约，被迫放弃重要领土换取和平。
16日：德国空袭斯卡帕湾，二战期间首次造成英国人员伤亡。
18日：希特勒和墨索里尼在奥地利边境布伦纳山口会晤。希特勒认为意大利将在适当时机参战，墨索里尼表示同意。
20日：爱德华·达拉第辞任法国总理。
21日：保罗·雷诺就任法国总理。
28日：英法达成正式协议，双方均不会单独与德国寻求媾和。
29日：苏联想要更多领土。维亚切斯拉夫·米哈伊洛维奇·莫洛托夫对苏联最高苏维埃提及罗马尼亚比薩拉比亞问题。
30日：日本在中国南京建立汪精卫傀儡政权。
30日：英国进行秘密侦察飞行，采用西德尼·柯頓开创的高空高速立体摄像技术，对苏联境内目标区域拍照，为“派克行动”做准备。

## 4月
4月：卡廷大屠殺发生，苏联内务人民委员部屠杀22000名波兰官员和警察等。
3日：国防协调部长恩爾·查特菲爾德的部级地位为第一海軍大臣温斯顿·丘吉尔的部长级国防委员会所取代。
9日：德军从挪威数个港口登陆，拿下奥斯陆；德國入侵丹麥，6小时后丹麦投降。
10日：德国成立挪威政府，由德国前国防部长维德孔·吉斯林领导。
11日：发生第一次纳尔维克战役，英国驱逐舰和飞机突袭德国海军获胜。
12日：英军占领丹麦法罗群岛。
13日：发生第二次纳尔维克战役，英军再次获胜。
14日：英法军队开始登陆挪威特隆赫姆北部的納姆索斯。
15日：英军登陆挪威纳尔维克附近的哈尔斯塔。
16日：更多英军登陆挪威，特隆赫姆南部和北部尤甚；对特隆赫姆的争夺持续到22日。
27日：英国开始从挪威中部、特隆赫姆北部和南部撤军。

## 5月

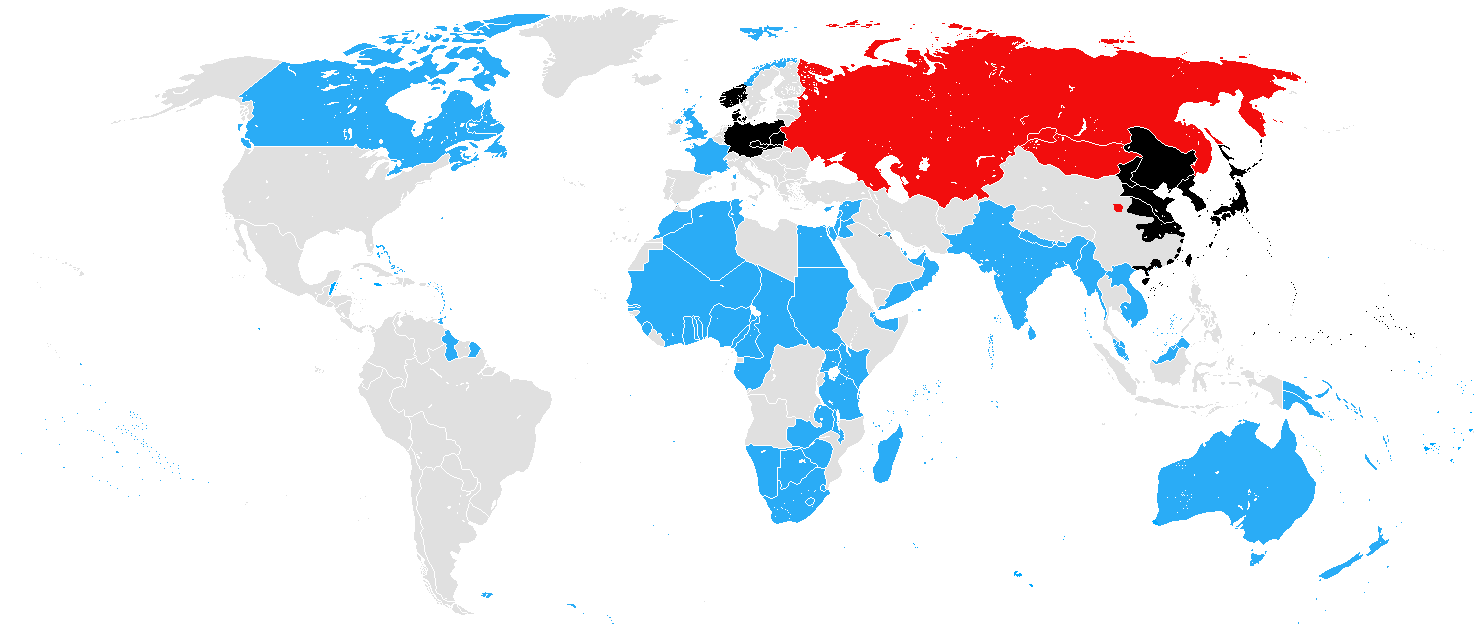
1940年5月，同盟国和轴心国势力

1940年5月中旬，德国闪电战攻势

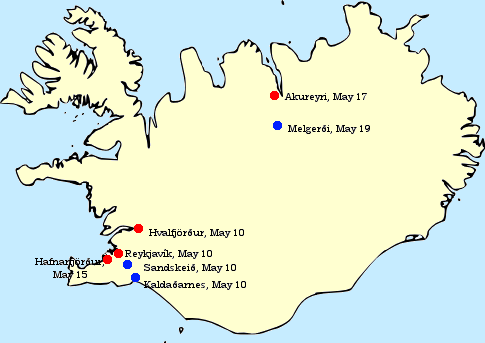
1940年5月中旬，英国入侵冰岛地图

1日：盟军开始撤离挪威港口；撤离工作将持续到6月。
5日：挪威在伦敦成立流亡政府。
8日：内维尔·张伯伦首相在英国下议院挪威辩论中险胜。
9日：英国征兵年龄限制扩大至36岁。 
10日：德国入侵比利时、法国、卢森堡和荷兰；内维尔·张伯伦辞任英国首相；温斯顿·丘吉尔就任英国首相。英国入侵冰岛。
比利时宣布进入紧急状态。丘吉尔被要求组建一个战时联合政府。
德国开始大规模进攻西方战线卢森堡、比利时、荷兰和法国。德国空降部队拿下埃本-埃美爾要塞。
10日：海牙戰役荷兰迅速击败侵略者，伞兵进攻有史以来首次失败。
11日：卢森堡沦陷。
丘吉尔向居于荷兰的德国前皇帝威廉二世提供英国政治庇护，被拒绝。
12日：比利时炸毁默兹河所有桥梁，以阻止德军前进。
12日：阿尼战役在比利时爆发。
13日：荷兰流亡政府在伦敦成立。 
海因茨·古德里安将军的装甲兵团攻破法国色當。
威廉明娜逃往英国寻求庇护。
丘吉尔在下议院发表“鲜血、辛劳、眼泪和汗水”演讲。
13日：赫雷伯山战役，荷兰战败于德国。
14日：新任战争部长安東尼·艾登宣布成立英國國土警衛隊，主要由老人和退休人员组成。
丘吉尔向富兰克林·德拉诺·罗斯福总统和加拿大请求援助。公布了包括工党、自由党和保守黨党员在内的新英国联合政府的纲要。
14日：荷蘭堤防戰役荷兰击败德国。
14日：鹿特丹轟炸促成德国在鹿特丹战役的胜利，同时造成巨大破坏，大量平民死亡。
荷兰决定投降，唯泽兰省除外。
15日：荷军投降。 
为报复德军对鹿特丹的轟炸，英国进行了二戰期間首次大规模戰略轟炸，袭击了盖尔森基兴。随后几天又轰炸了汉堡、不来梅、科隆、埃森、杜伊斯堡、杜塞尔多夫和汉诺威。
德军越过默兹河。
16日：丘吉尔造访巴黎，听闻法国战争几近结束。
16日：比利时军撤退，比利时政府迁往法国波尔多。后又迁至伦敦。
17日：德军进驻布鲁塞尔，拿下安特卫普。
保罗·雷诺和84岁一战英雄菲利普·贝当组建新法国政府。
18日：馬克西姆·魏剛取代毛利斯·甘莫林成为法国武装部队指挥官。
安特卫普沦陷。
18日：德国赢得泽兰省之战。
19日：法国亚眠遭德军围困；阿拉斯遭埃尔温·隆美尔部队围困；另有德军到达滨海努瓦耶勒。
19日：英国完全入侵冰岛。
20日：海因茨·古德里安将军的装甲兵团拿下阿布维勒，威胁到该地区的同盟国军。
23日：战前英国法西斯领导人奧斯瓦爾德·莫斯利入狱；他和妻子将在狱中度过余生。 
24日：英国最终决定停止在挪威的行动。
25日：同盟国军撤至敦刻尔克。希特勒下令德军停止向同盟国军滩头推进，允许赫尔曼·戈林用空军展开进攻。英國皇家空軍守住滩头。
纳粹德国空军对英格兰零星轰炸。
滨海布洛涅向德军投降。
25日：苏联准备完全接管波罗的海国家。 苏联政府指责立陶宛绑架苏联士兵。
25-28日：86名比利时平民在芬克特村被德军杀害。
26日：“A4”号巡邏艦到达普利茅斯，将最后40吨国家黄金储备运出比利时。
26日：加来向德军投降。
敦克爾克大撤退开始，同盟国军需要从敦刻尔克撤出34万人。这一行动将在纳粹德国空军猛烈轰炸下持续到6月3日。
28日：比利时向德国投降；利奥波德三世投降并被拘留。
30日：英國內閣会议，尽管E·F·L·伍德和张伯伦反驳有力，丘吉尔仍然赢得投票，继续作战。
31日：日军猛烈轰炸长江上游国民政府首都重庆。  

## 6月
3日：敦克爾克大撤退最后一天，224,686英军和121,445法军和比利时军全部撤离完毕。
德军轰炸巴黎。
4日：温斯顿·丘吉尔向下议院发表“我们誓不投降”演讲。
7日：德国格奈森瑙號戰艦和沙恩霍斯特號戰艦在挪威海域击沉陛下之舰“光榮”號航空母舰和两艘驱逐舰；英国舰只无空中掩护。
9日：苏联红军在拉脱维亚边境挑起冲突。
10日：意大利向法国和英国宣战。挪威投降。哈康七世及其政府三天前已撤至英国。
11日：法国政府迁至图尔。馬耳他戰役爆发。
12日：第51高地师一万多英军在索姆河畔聖瓦萊里被俘。
13日：德军占领巴黎；法国政府迁至波尔多。
14日：驻扎于土伦的法國海軍对利古里亚海岸的意大利目标发动进攻作战。
苏联波羅的海艦隊对波罗的海国家实行全面军事封锁。波罗的海沿线苏军已预备在波罗的海国家组织共产主义政变。苏联轰炸机击落一架自塔林飞往赫尔辛基的“卡勒瓦”号芬兰客机，机上载有美国驻塔林、里加和赫尔辛基公使馆的三个外交邮袋。
15日：苏联向立陶宛发出最后通牒，限八小时投降。安塔纳斯·斯梅托纳总统逃离立陶宛，因此不可能以合法方式接替政权。苏军进驻立陶宛，攻击拉脱维亚边防军。
英军开始从法国西部港口撤离，称“艾莉尔行动”。
16日：保罗·雷诺辞任法国总理，菲利普·贝当就任法国总理。
法国La Curieuse号单桅纵帆船迫使意Provano号潜艇浮出水面，后将其撞沉。
苏联向拉脱维亚和爱沙尼亚发出投降的最后通牒。
17日：兰开斯特里亚号班轮在圣纳泽尔海域沉没。此次事件是英国最严重的一次海难，至少有3000人丧生。
苏军进驻拉脱维亚和爱沙尼亚。
18日：夏爾·戴高樂将军成立法国流亡政府“法兰西民族解放委员会”；爱沙尼亚、拉脱维亚和立陶宛被苏联占领。
20日：法国向意大利寻求停战。
21日：法德两国停战谈判在贡比涅举行。
義大利入侵法國期间，两意军单位进入法国。
21日：法国“洛林”号戰艦向意属利比亚巴蒂亞港口开火。在法国对意大利最后的几次行动中，法国海军飞机攻击意大利本土塔兰托和里窝那。
21日：波罗的海国家发生由苏联领导的政变，仅塔林进行了军事抵抗，造成爱沙尼亚2人死亡，苏联10人死亡。
22日：法德两国签署第二次贡比涅停战协定。
24日：法意两国签署停战条约。
25日：1时35分，法国正式向德国投降。
艾莉尔行动最后一次大规模撤离；191,870名盟军士兵、飞行员和一些平民逃离法国。
26日：苏联发出最后通牒，要求罗马尼亚租让比薩拉比亞和北布科維納两地。
27日：罗马尼亚提议谈判。莫洛托夫回复称不给租地便打仗。苏联向罗马尼亚发出新的最后通牒。
28日：英国承认戴高乐将军为自由法國领导人。
意属利比亚总司令伊塔洛·巴尔博元帅在利比亚图卜鲁格被己方防空炮火意外击毙。
28日：苏联红军占領比薩拉比亞及北布科維納。
28日：納粹德國空軍轰炸英国海峡群岛。德国不知其为非军事区。根西有33人死亡，67人受伤；澤西有9人死亡，多人受伤。
28日：轴心国和同盟国护卫舰在克里特西南发生冲突。
30日：德国入侵海峡群岛。

## 7月
1日：德军完全占领海峡群岛。
1日：法国政府迁至維希，称維希法國。
1日：魯道夫·格拉齊亞尼元帅接替巴尔博职位。

2日：希特勒下令制定入侵英国的计划，代号海獅作戰。
2日：奧爾德尼島向德国投降。
2日：布莱顿海滩关闭，布下地雷和铁丝网等。
3日：納粹德國空軍首次轰炸加的夫。
3日：英军担心法国海军落入德国人手，发动凱比爾港海戰。
4日：法军被英國皇家海軍击溃；維希法國与英国断绝外交关系以示抗议。在亚历山大港，法国同意解除“洛林”号战舰及数艘小型船只武装。
爱德华八世被任命为巴哈马总督。
4日：薩克島向德国投降。德国已控制英国所有海峡群岛。
4日：德国新闻局公布法国沦陷期间获得的派克行动文件摘要，指英法两国计划轰炸苏联油田。此行动后终止。
4日：意大利占领卡薩拉。
5日：比利时政客卡米耶·胡斯曼和马塞尔-亨利·雅斯帕担心仍在法国的比利时官方政府向德国投降，遂在伦敦成立非官方流亡政府。
9日：意大利海岸发生卡拉布里亞戰役，无人死亡。
10日：纳粹德国空军空袭海峡运输舰只，不列顛戰役开始。
罗斯福总统要求国会大幅提高军事准备。
11日：英國皇家空軍空袭和德国兵工厂和荷兰境内的敌方炮台。
12日：納粹德國空軍袭击威尔士、苏格兰和北爱尔兰。
14日：苏联在波罗的海国家组织暗箱操作的选举。议会将为苏联所控制。
16日：希特勒下令执行海獅作戰，入侵英国。
18日：维希法国空军轰炸英控直布罗陀。
19日：爱沙尼亚约翰·拉伊多内将军被驱逐至西伯利亚。
19日：同盟国舰只与两艘意大利轻型巡洋舰发生冲突，一艘意舰在斯帕达角战役中沉没。
21日：捷克斯洛伐克流亡政府抵达伦敦。
苏联控制下的诸波罗的海国家议会要求加入苏联。
22日：西半球国家开会讨论中立与经济合作，称哈瓦那会议。
近衛文麿被任命为日本首相。
23日：英国正式成立英國國土警衛隊，由老人和无法在正规武装部队服役者组成。
25日：所有妇女儿童被命令撤离直布罗陀。
26日：美国启用美国陆军总司令部，旨在通过监督美國本土野战部队的组织和训练来促进动员。
30日：爱沙尼亚总统康斯坦丁·佩茨被苏联逮捕，驱逐至俄罗斯。

## 8月
8月：卢森堡发生“徽章之战”（Spéngelskrich），平民在显著位置佩戴爱国徽章，反抗卢森堡德化。
1日：希特勒将9月15日定为海獅作戰行动日。
1日：苏联外交部长莫洛托夫在最高蘇維埃議會口头攻击英国和美国，重申《苏德互不侵犯条约》。他还宣称苏联国界已延伸至波罗的海沿岸。
 1日：意大利皇家海军在波尔多建立贝塔索姆（BETASOM）潜艇基地，并参加大西洋海戰。

1-4日：第一次马耳他护航战（Malta convoys）急促行动（Operation Hurry）结束。
2日：夏爾·戴高樂将军被法国军事法庭缺席判处死刑。
2日：蘇聯吞并比薩拉比亞及北布科維納。

3日：苏联正式吞并立陶宛。
4日：东非战役期间，古列尔莫·纳西（Guglielmo Nasi）将军率领意军入侵并占领英屬索馬利蘭。
5日：因英吉利海峡天气恶劣，以及德军无法取得空中优势，德国推迟入侵大不列颠的计划。
5日：苏联正式吞并拉脱维亚。

6日：苏联正式吞并爱沙尼亚。
11-15日：意大利入侵期间，英屬索馬利蘭发生图格阿甘山口之战（Battle of Tug Argan）。为避免被包围，英军撤退。
13日：鹰日（Adlertag），赫尔曼·戈林开始对英国机场进行持续两周的攻击，为入侵做准备。一些德国史学家认为这是不列顛戰役的开始。
14日：台柴特委员会（Tizard Mission）的英国科学家亨利·蒂澤德爵士前往美国，将一些英国最高机密技术送给美国，包括雷达核心设备多腔磁控管。雷达对保卫英国有重大作用。
15日：英國皇家空軍在东海岸的战斗中战胜納粹德國空軍。英国开始加速生产战斗机。
15日：希腊埃利号防护巡洋舰在蒂诺斯岛港口被意大利潜艇击沉。
16日：不列顛戰役继续；德军因飞机射程不足，且英国广泛使用雷达而受到阻碍。
16日：美国和英国《基地驱逐舰协定》初稿公布。

17日：希特勒宣布封锁不列颠群岛。
18日：不列顛戰役战斗激烈；德国轰炸机编队损失严重。戈林断言战斗机飞行员怯懦，命令其严密保护轰炸机，进一步限制了其能力。
19日：意军拿下英屬索馬利蘭首都柏培拉，英国守军逃至亚丁。柏培拉沦陷标志着入侵英国殖民地计划完成。该月结束前，意大利控制了英属索马利兰以及苏丹肯尼亚交界处的数个城镇和要塞，包括卡薩拉、加拉巴特和摩亞雷。
20日：意大利宣布封锁地中海地区英国港口。
20日：丘吉尔在英国下议院发表“Never was so much owed by so many to so few”（从来没有这麽多的人对这麽少的人亏欠这麽多）演讲。
20日：中国共产党在华北发动百团大战。
22日：德军用远程大炮轰炸多佛及其附近沿海地区。
24日：德国飞机误炸克里波门一座教堂，意外地决定了英国战争未来形态。
25日：丘吉尔下令轰炸柏林，以报复德国轰炸克里波门。
26日：伦敦和柏林皆遭轰炸。这是柏林首次遭到轰炸。
27日：杜阿拉沦陷，不久法属喀麦隆全境沦陷。
30日：德国继续轰炸英格兰；为报复英国轰炸柏林，德国开始轰炸伦敦，倫敦大轟炸开始。
30日：希特勒和墨索里尼口授所谓第二次维也纳裁决，迫使罗马尼亚将北特兰西瓦尼亚（包括馬拉穆列什縣全县和克里沙纳部分地区）移交给匈牙利。
31日：纳粹德国空军继续袭击英国机场和伦敦市。德军试图攻击雷达装置，未果。
31日：两艘英國皇家海軍驱逐舰在荷兰海岸“特塞尔灾难”中沉没。

## 9月
1日：德国命令犹太人戴上黄色星星。
2日：《基地驱逐舰协定》完成。英国把巴哈马、安地卡島、圣卢西亚、特立尼达岛、牙买加和英屬蓋亞那的军事基地免费租给美国99年，美国则给英国50艘驱逐舰。
3日：因德国空军未能攻破英军防御，希特勒遂推迟对英国的入侵计划。
6日：卡羅爾二世放弃罗马尼亚王位，支持其子米哈伊，而政府则由扬·安东内斯库元帅接管。
7日：纳粹德国空军判断失误，把攻击目标从英国皇家空军机场转移至伦敦，估计有2000平民死亡。英国其他城市亦被袭击。
9日：西部沙漠战役中，馬里奧·貝爾蒂将军指挥驻利比亚意大利殖民军入侵埃及。首个目标是从利比亚境内防御阵地进军至利比亚埃及交界处。
9日：英屬巴勒斯坦託管地特拉维夫遭意大利飞机轰炸，137人死亡。

10日：海獅作戰定于9月24日进行。
10日：意大利空军军团组建完毕，准备参加不列顛戰役。
13日：夺回利比亚境内卡普佐要塞后，意大利殖民军越过国界进入埃及。意军拿下塞盧姆小港口，而抵抗入侵的只有一支英国屏护部队，在意军进军时便撤离。
14日：海獅作戰推迟至9月27日。
15日：德国进行多次飞行，拟轰炸英国城市，但多数被击退。英国皇家空军开始在不列颠战役中取得胜利。
16日：《1940年选择性培训和服务法》（Selective Training and Service Act of 1940）出台，美国有史以来首次实行和平时期徵兵制，对象为21至35岁男性。 
16日：義大利入侵埃及中止，约5个意大利师向西迪拜拉尼（Sidi Barrani）行进约95公里（59英里）后便开始设防。意军未曾接近馬特魯港英军主阵地。
17日：解码信息表明希特勒推迟海狮作战，时间另行通知。 

18日：英国广播公司的法语和荷兰语广播电台比利时广播电台开始从伦敦基地向被占领的比利时广播。
22日：U型潜艇在大西洋重创护航队。
日本占领法屬印度支那；当地法国行政官员成为傀儡。
23日：達喀爾戰役开始，自由法國军队和英国军队试图登陆法屬西非达喀尔；维希法国海军零星开火两天后，自由法军和英军撤退。
24日：英国皇家空军猛烈轰炸柏林。
24日：维希法国空军轰炸直布罗陀，作为对達喀爾戰役的回应。
25日：日本第5师团进军法屬印度支那河內市。

27日：德国、意大利和日本在柏林签署《三国同盟条约》，承诺互相援助。“协约国”这一非正式名称诞生。
28日：维德孔·吉斯林出任挪威元首。

## 10月
1日：国共两党在华南内战；日军在长沙受挫。

2日：伦敦大轰炸本月继续。
3日：德国命令华沙犹太人迁往華沙猶太區。
4日：希特勒和墨索里尼在布伦纳山口会面，讨论战争前景。
7日：应罗马尼亚9月7日提出的要求，德国向罗马尼亚派遣一军事特派团，以期为罗军提供训练并守卫罗马尼亚油田。
9日：内维尔·张伯伦因健康原因辞去英国下议院职务；温斯顿·丘吉尔当选保守黨领袖。
12日：德国对英国的所有入侵行动最早都要推迟至次年春。
12日：帕塞罗角海战发生，英国皇家海军执行赴马耳他执行护航任务后，遭遇数艘意舰，英军获胜。
13日：德国轰炸英国次数大幅减少，仍有平民伤亡。
14日：巴勒姆站灾难发生，德国炸弹穿透地下32英尺，造成66人丧生。
15日：克拉伦斯·艾迪生·戴克斯特拉任美国兵役登记处主任。
15日：墨索里尼及其最亲密的顾问决定入侵希腊。
16日：美国开始征兵登记。
19日：意大利轰炸巴林。
20日：意大利飞机轰炸埃及开罗和位于巴林英国保护区的美国炼油厂。
21日：利物浦遭受第200次轰炸。
23日：希特勒在西班牙法国边境的昂代会见佛朗哥；希特勒想说服佛朗哥加入轴心国一方，未果。
24日：希特勒赴卢瓦河畔蒙图瓦尔会见菲利普·贝当，意味着法国与纳粹政权合作的开始。
24日：意大利空军参加不列顛戰役。
25日：柏林和汉堡遭受猛烈轰炸。
28日：大约凌晨3时，意大利驻希腊大使向希腊发出最后通牒，希腊总理扬尼斯·梅塔克萨斯答复道：“那就打仗吧。”皇家意大利軍从意控阿尔巴尼亚向希腊发动攻击，希意戰爭开始。希特勒对盟友的这一主动行为感到愤怒。
29日：U型潜艇数量增加，护航队损失惨重。
29日：美国《选择性服务法》第一批征兵入伍。
30日：罗斯福总统竞选时承诺，不会把“我们的孩子”送上战场。
31日：华沙地区政府将住在华沙的所有犹太人转移至犹太区。

## 11月

希腊反攻

1日：土耳其宣布就希意戰爭保持中立。
2日：意军继续进军希腊。沃武薩沦陷，意军轰炸塞萨洛尼基。
5日：罗斯福总统赢得第三任期，英国认为可望从美国获得更多帮助。
5日：陛下之舰“傑維斯灣”号武装商船执行护航任务时沉没，但其所护舰只许多都幸免遇难。
7日：很明显，爱尔兰将拒绝联合王国将其港口用作海军基地。
8日：埃莱阿-卡拉玛战役结束，意军进攻希腊无果，宣告结束。
9日：内维尔·张伯伦去世。
11日：塔蘭托戰役发生，英国海军向意大利海军发起攻击，光辉号航空母舰的剑鱼式鱼雷轰炸机重创3艘战列舰、2艘巡洋舰及多艘辅助舰。此事件确保了英国地中海补给线的安全。日本已在策划珍珠港事件，不久后将研究英军的这次成功。
12日：莫洛托夫在柏林会见希特勒和里宾特洛甫，其间讨论了国际新秩序。莫洛托夫表示苏联对芬兰、保加利亚、罗马尼亚、達達尼爾海峽和伊斯坦布尔海峡有兴趣，希特勒则大谈特谈俄罗斯、德国、意大利和日本在全球的势力范围。
12日：加彭戰役结束，英军夺取非洲中部。
13日：莫洛托夫再次会见希特勒，要求再次攻击芬兰。希特勒拒绝苏联扩大欧洲势力的企图。他认为不列颠已经被打败了，把印度给苏联。
13日：班都斯戰役结束，希腊获胜。
14日：考文垂大轟炸发生。考文垂座堂被毁，城市中世纪中心夷为平地。
14日：希腊开始反攻意大利。
15日：苏联受邀加入《三国同盟条约》，瓜分大英帝国战利品。华沙犹太区被与城市其它地方隔离开来。
16日：丘吉尔要求派遣部分驻北非英军至希腊，尽管其军事领袖认为北非需要他们对抗意军。
19日：希腊继续进军，将意军逐出希腊。
20日：匈牙利签署《三国同盟条约》，加入軸心國。
21日：比利时在英国的流亡政府向意大利宣战。
22日：希腊拿下科尔察。
23日：羅馬尼亞签署《三国同盟条约》，加入軸心国。
24日：斯洛伐克共和國签署《三国同盟条约》。
25日：苏联给出其加入《三国同盟条约》的条件，其中提到新的领土要求。
29日：利物浦彻夜遭到大规模轰炸。
30日：英格兰南部城市南安普敦遭到大规模轰炸；次日晚，南安普敦再次受到袭击；随后布里斯托尔在12月2日、伯明翰在12月3日又遭袭。

## 12月

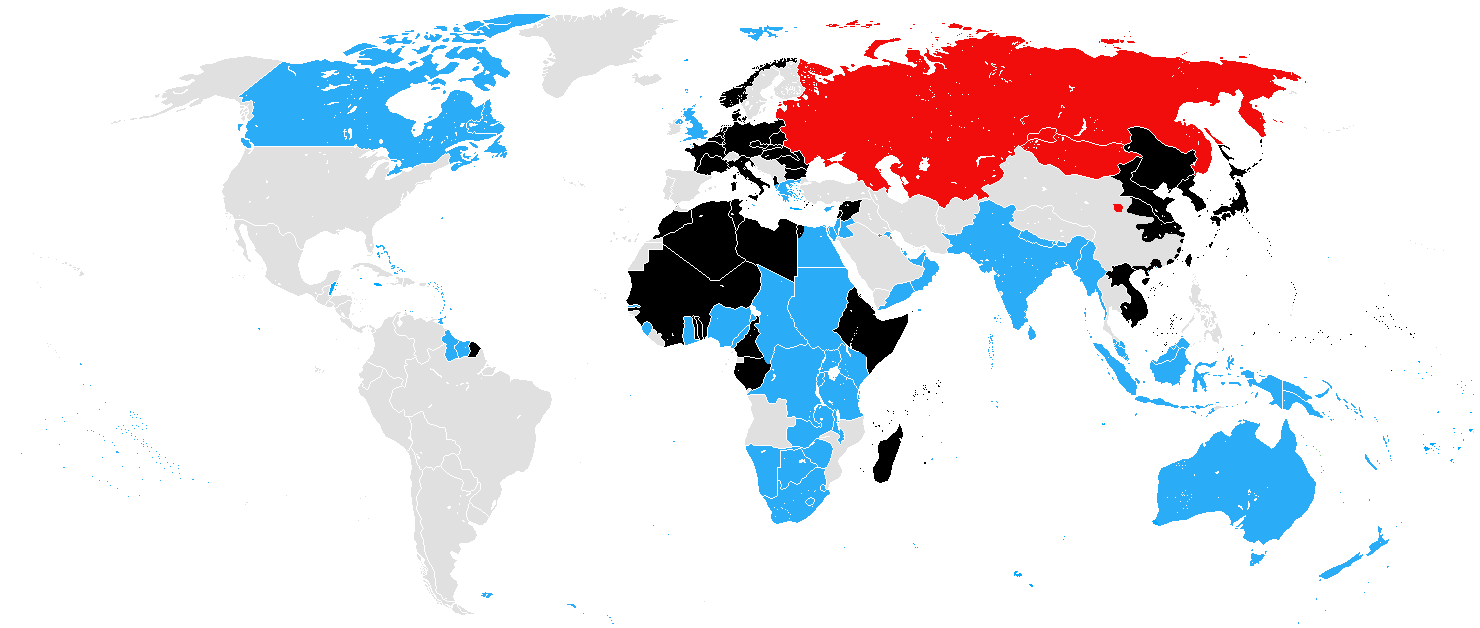
1940年12月，同盟国和轴心国势力

1-8日：希军继续击退意军，拿下波格拉德茨、萨兰达和吉诺卡斯特。
1日：德英两国整个月互相进行空袭，德国先轰炸英国，后英国轰炸德国。
1日：罗斯福总统要求美国驻英大使老约瑟夫·P·肯尼迪引咎辞职，因他接受一家报纸采访时说“民主在英国已经结束”。
5日：英国皇家空军轰炸杜塞尔多夫和都灵。
6-9日：西部沙漠部队印度和英国军队发动羅盤行動，进攻驻埃及意军。意军有七个步兵师和强化防守阵地的马莱蒂组织。最初攻击目标为意军营地附近以及西迪拜拉尼南部。意军营地迅速被攻占，意军彼得羅·馬萊蒂将军死亡，马莱蒂组织、利比亚第1师、利比亚第2师和第4黑衫师几乎全军覆没。余下意军被迫向利比亚撤退。
8日：佛朗哥排除西班牙参战的可能，直接导致希特勒被迫取消对直布罗陀的进攻。
12日：埃及有39,000多名意军死亡或被俘。
16日：英国皇家空军首次进行夜间空袭，目标为德国曼海姆。
16日：非洲北部英军在塞卢姆指挥占领了利比亚卡普佐堡。

18日：希特勒下达指令，开始策划巴巴羅薩行動。
22-24日：曼彻斯特受到轰炸。
28日：希意戰爭局势持续对意军不利；希军大约占领了阿尔巴尼亚的四分之一。
28日：意大利向德国请求援助对抗希腊。
29日：德军大规模空袭伦敦；圣保罗座堂遭到破坏。